# Blur (zespół muzyczny)
Blur – brytyjski zespół muzyczny tworzący muzykę gatunków brit pop, indie rock i rock alternatywny. Założony został w Colchesterze w 1989 roku przez Damona Albarna (rola w zespole: wokalista, gitarzysta, klawiszowiec), Grahama Coxona (gitarzysta), Alexa Jamesa (basista) i Dave’a Rowntree (perkusista).
Do płyty The Great Escape (1995) włącznie zespół był typowym reprezentantem britpopu; później, głównie pod naciskiem Grahama Coxona, zaczął tworzyć muzykę inspirowaną amerykańskim indie rockiem i zespołami takimi jak Pavement czy Guided by Voices. Płyta Blur miejscami utrzymana jest w estetyce lo-fi.
W 2003 roku, po odejściu z grupy gitarzysty Grahama Coxona, zespół opublikował płytę Think Tank, pełną wyrafinowanych piosenek nawiązujących do rocka, ambitnego popu, muzyki elektronicznej i muzyki etnicznej (album powstawał w Maroku).
Działalność grupy uległa zawieszeniu w roku 2003 z powodu zaangażowania się Albarna w inne projekty – między innymi zespół Gorillaz. Reaktywacja nastąpiła w 2009, kiedy zespół rozpoczął występy na festiwalach w Wielkiej Brytanii. W reaktywowanym składzie występują wszyscy czterej oryginalni członkowie zespołu.
Zespół został uhonorowany nagrodą Królowej Brytyjskiej za rozpowszechnianie kultury Wielkiej Brytanii.
„Song 2” – jedna z piosenek zespołu – została zamieszczona w grach komputerowych oraz konsolowych: FIFA 98, Guitar Hero 5, Lego Rock Band oraz Saints Row IV.

## Dyskografia
Albumy studyjne
| 1991                       | Leisure - Data: 27 sierpnia 1991 - Wydawca: Food Records            | 7  | –  | –  | –  | –  | –  | –  | - UK: złota płyta                                                                                         | - UK: 100 000+                                                                |
| 1993                       | Modern Life Is Rubbish - Data: 10 maja 1993 - Wydawca: Food Records | 15 | –  | –  | –  | –  | –  | –  | - UK: złota płyta                                                                                         | - UK: 100 000+                                                                |
| 1994                       | Parklife - Data: 25 kwietnia 1994 - Wydawca: Food Records           | 1  | –  | –  | –  | –  | –  | –  | - UK: 4x platynowa płyta - CAN: złota płyta                                                               | - UK: 1 200 000+ - CAN: 50 000+                                               |
| 1995                       | The Great Escape - Data: 11 września 1995 - Wydawca: Food Records   | 1  | 5  | 21 | 26 | 32 | 35 | –  | - UK: 3x platynowa płyta - ESP: platynowa płyta - FRA: złota płyta - CAN: złota płyta - SWE: złota płyta  | - UK: 900 000+ - ESP: 100 000+ - FRA: 100 000+ - CAN: 50 000+ - SWE: 50 000+  |
| 1997                       | Blur - Data: 10 lutego 1997 - Wydawca: Food Records                 | 1  | 8  | 21 | 17 | 12 | 23 | –  | - USA: złota płyta - UK: platynowa płyta - CAN: platynowa płyta - ESP: platynowa płyta - AUS: złota płyta | - USA: 500 000+ - UK: 300 000+ - CAN: 100 000+ - ESP: 100 000+ - AUS: 35 000+ |
| 1999                       | 13 - Data: 15 marca 1999 - Wydawca: Food Records                    | 1  | 17 | 12 | 12 | 12 | 6  | –  | - UK: platynowa płyta - CAN: złota płyta - ESP: złota płyta - NZL: platynowa płyta                        | - UK: 300 000+ - CAN: 50 000+ - ESP: 50 000+ - NZL: 15 000+                   |
| 2003                       | Think Tank - Data: 5 maja 2003 - Wydawca: Parlophone                | 1  | 15 | 19 | 9  | 11 | 8  | 25 | - UK: złota płyta                                                                                         | - UK: 100 000+                                                                |
| 2015                       | The Magic Whip - Data: 27 kwietnia 2015 - Wydawca: Parlophone       | 1  | 12 | –  | 4  | –  | 3  | 15 | - UK: złota płyta                                                                                         | - UK: 100 000+                                                                |
| 2023                       | The Ballad of Darren - Data: 21 lipca 2023 - Wydawca: Parlophone    |    |    |    |    |    |    |    | - UK: srebrna płyta                                                                                       | - UK: 50 000+                                                                 |
| „–” album nie był notowany |                                                                     |    |    |    |    |    |    |    | |                                                                               |

Kompilacje
| 1994                       | The Special Collectors Edition - Data: 26 października 1994 - Wydawca: Food Records | –  | –  | –  | –  |                                                                    |                                                |
| 2000                       | Blur: The Best of - Data: 30 października 2000 - Wydawca: Food, Virgin, Parlophone  | 3  | 25 | 31 | 35 | - UK: 4x platynowa płyta - AUS: złota płyta - NZL: platynowa płyta | - UK: 1 200 000+ - AUS: 35 000+ - NZL: 15 000+ |
| 2009                       | Midlife: A Beginner’s Guide to Blur - Data: 15 czerwca 2009 - Wydawca: EMI          | 20 | –  | –  | –  | - UK: złota płyta                                                  | - UK: 100 000+                                 |
| „–” album nie był notowany |                                                                                     |    |    |    |    |                                                                    |                                                |

Albumy koncertowe
| 1996                       | Live at the Budokan - Data: 22 maja 1996 - Wydawca: Food Records                                   | –  |
| 2009                       | All the People: Blur Live at Hyde Park 02 July 2009 - Data: 30 sierpnia 2009 - Wydawca: Parlophone | 70 |
| 2009                       | All the People: Blur Live at Hyde Park 03 July 2009 - Data: 30 sierpnia 2009 - Wydawca: Parlophone | 44 |
| 2009                       | Live 2009 - Data: 22 listopada 2009 - Wydawca: Parlophone                                          | –  |
| 2012                       | Parklive - Data: 13 sierpnia 2012 - Wydawca: EMI, Parlophone                                       | 91 |
| „–” album nie był notowany | |    |

Remiks albumy
| Rok  | Album                                                            | Pozycja na liście |
| Rok  | Album                                                            | UK                |
| ---- | ---------------------------------------------------------------- | ----------------- |
| 1998 | Bustin’ + Dronin’ - Data: 25 lutego 1998 - Wydawca: Food Records | 50                |

Single
| 1990                        | „She’s So High”                     | 48  | –  | – | –  | –   | –  |                                                                 | Leisure                |
| 1991                        | „There’s No Other Way”              | 8   | –  | – | –  | –   | –  |                                                                 | Leisure                |
| 1991                        | „Bang”                              | 24  | –  | – | –  | –   | –  |                                                                 | Leisure                |
| 1992                        | „Popscene”                          | 32  | –  | – | –  | –   | –  |                                                                 | singel niealbumowy     |
| 1993                        | „For Tomorrow”                      | 28  | –  | – | –  | –   | –  |                                                                 | Modern Life Is Rubbish |
| 1993                        | „Chemical World”                    | 28  | –  | – | –  | –   | –  |                                                                 | Modern Life Is Rubbish |
| 1993                        | „Sunday Sunday”                     | 26  | –  | – | –  | –   | –  |                                                                 | Modern Life Is Rubbish |
| 1994                        | „Girls & Boys”                      | 5   | 30 | – | –  | 11  | –  | - UK: platynowa płyta                                           | Parklife               |
| 1994                        | „To the End”                        | 16  | –  | – | –  | –   | –  |                                                                 | Parklife               |
| 1994                        | „Parklife”                          | 10  | –  | – | –  | –   | –  | - UK: platynowa płyta                                           | Parklife               |
| 1994                        | „End of a Century”                  | 19  | –  | – | –  | –   | –  |                                                                 | Parklife               |
| 1995                        | „Country House”                     | 1   | 10 | 4 | 26 | –   | –  | - UK: platynowa płyta - NOR: złota płyta                        | The Great Escape       |
| 1995                        | „The Universal”                     | 5   | 55 | – | –  | –   | –  | - UK: srebrna płyta                                             | The Great Escape       |
| 1996                        | „Stereotypes”                       | 7   | –  | – | –  | –   | –  |                                                                 | The Great Escape       |
| 1996                        | „Charmless Man”                     | 5   | –  | – | –  | 33  | –  | - UK: srebrna płyta                                             | The Great Escape       |
| 1997                        | „Beetlebum”                         | 1   | 39 | 3 | –  | –   | 85 | - UK: srebrna płyta                                             | Blur                   |
| 1997                        | „Song 2”                            | 2   | 28 | – | –  | 198 | –  | - UK: platynowa płyta - ITA: platynowa płyta - AUS: złota płyta | Blur                   |
| 1997                        | „On Your Own”                       | 5   | –  | – | –  | –   | –  |                                                                 | Blur                   |
| 1997                        | „M.O.R.”                            | 15  | –  | – | –  | –   | –  |                                                                 | Blur                   |
| 1999                        | „Tender”                            | 2   | 29 | – | 45 | –   | 94 | - UK: platynowa płyta                                           | 13                     |
| 1999                        | „Coffee & TV”                       | 11  | –  | – | –  | 178 | –  | - UK: srebrna płyta                                             | 13                     |
| 1999                        | „No Distance Left to Run”           | 14  | –  | – | –  | –   | –  |                                                                 | 13                     |
| 2000                        | „Music Is My Radar”                 | 10  | –  | – | –  | –   | –  |                                                                 | Blur: The Best Of      |
| 2002                        | „Don’t Bomb When You’re the Bomb”   | –   | –  | – | –  | –   | –  |                                                                 | singel niealbumowy     |
| 2003                        | „Out of Time”                       | 5   | 19 | – | 97 | –   | –  |                                                                 | Think Tank             |
| 2003                        | „Crazy Beat”                        | 18  | 20 | – | –  | –   | 98 |                                                                 | Think Tank             |
| 2003                        | „Good Song”                         | 22  | –  | – | –  | –   | –  |                                                                 | Think Tank             |
| 2010                        | „Fool’s Day”                        | –   | –  | – | –  | –   | –  |                                                                 | singel niealbumowy     |
| 2012                        | „Under the Westway” / „The Puritan” | 34  | –  | – | –  | 120 | –  |                                                                 | singel niealbumowy     |
| 2015                        | „Go Out”                            | 182 | –  | – | –  | 158 | –  |                                                                 | The Magic Whip         |
| 2015                        | „There Are Too Many of Us”          |     |    |   |    |     |    |                                                                 | The Magic Whip         |
| 2015                        | „Lonesome Street”                   |     |    |   |    |     |    |                                                                 | The Magic Whip         |
| 2015                        | „Ong Ong”                           |     |    |   |    |     |    |                                                                 | The Magic Whip         |
| 2015                        | „I Broadcast”                       |     |    |   |    |     |    |                                                                 | The Magic Whip         |
| 2023                        | „The Narcissist”                    |     |    |   |    |     |    |                                                                 | The Ballad of Darren   |
| 2023                        | „St. Charles Square”                |     |    |   |    |     |    |                                                                 | The Ballad of Darren   |
| 2023                        | „Barbaric”                          |     |    |   |    |     |    |                                                                 | The Ballad of Darren   |
| „–” singel nie był notowany |                                     |     |    |   |    |     |    |                                                                 |                        |

## Skład

### Obecny skład
- Damon Albarn – wokal, gitara, instrumenty klawiszowe (1989–2003, od 2009)
- Graham Coxon – gitara, wokal wspierający, instrumenty klawiszowe, klarnet, saksofon (1989–2002, od 2009)
- Alex James – gitara basowa, wokal wspierający (1989–2003, od 2009)
- Dave Rowntree – perkusja (1989–2003, od 2009)

### Byli członkowie
- Simon Tong – gitara (ok. 2003)[36]